# Parmelia psoromoides
Parmelia psoromoides är en lavart som beskrevs av Räsänen. Parmelia psoromoides ingår i släktet Parmelia och familjen Parmeliaceae.   Inga underarter finns listade i Catalogue of Life.